# پاندورا کلیفورد
پاندورا کلیفورد (انگلیسی: Pandora Clifford؛ زادهٔ ۱۳ دسامبر ۱۹۷۲) بازیگر اهل بریتانیا است.
از فیلم‌ها یا مجموعه‌های تلویزیونی که وی در آن‌ها نقش داشته‌است، می‌توان به آدمکشان میدسامر، تل استار: داستان جو میک، ویکتوریا و پوآرو اشاره نمود.